# Єрн Лунд (велогонщик)
Єрн Лунд (дан. Jørn Lund, 26 серпня 1944) — данський велогонщик.
Бронзовий призер Олімпійських Ігор 1976 року в роздільній командній гонці, учасник 1972 року.